# یونیچی میازاکی
یونیچی میازاکی (انگلیسی: Yoneichi Miyazaki؛ زادهٔ ۸ اوت ۱۹۰۸ - درگذشت نامشخص) کشتی‌گیر اهل ژاپن است.
از باشگاه‌هایی که در آن بازی کرده‌است می‌توان به دانشگاه واسدا اشاره کرد.